# مارکوس بورگهارت
مارکوس بورگهارت (آلمانی: Marcus Burghardt؛ زادهٔ ۳۰ ژوئن ۱۹۸۳) دوچرخه‌سوار اهل آلمان است.
از باشگاه‌هایی که در آن رکاب زده‌است می‌توان به تیم بی‌ام‌سی، اچ‌تی‌سی-هایرود، و بورا–هانسگروهه اشاره کرد.